# اچ‌ام‌آی‌اس جومنا (یو۲۱)
اچ‌ام‌آی‌اس جومنا (یو۲۱) (به انگلیسی: HMIS Jumna (U21)) یک کشتی است که طول آن ۲۹۹ فوت ۶ اینچ (۹۱٫۲۹ متر) می‌باشد. این کشتی در سال ۱۹۴۰ ساخته شد.